# Sultanka Hatidža
Sultanka Hatidža * 1496 Odrin, Osmansko cesarstvo † 1538 Carigrad, Osmansko cesarstvo, (turško: خدیجہ سلطان) je bila osmanska sultanka, hči sultana Selima I. in sultanke Ajše Hafse. Bila je sestra sultana Sulejmana Veličastnega.
Sultanka Hatidža se je rodila leta 1496. Najprej se je poročila z Iskenderjem pašo, a je po njegovi smrti postala vdova. Potem se je poročila z Ibrahimom pašo, ki je bil veliki vezir Osmanskega cesarstva med letoma 1523 in 1536, ko ga je ubil sultan Sulejman. Par je imel 2 otroka. Živela sta v palači, v kateri je zdaj Muzej turške in islamske umetnosti na trgu Sultanahmed v Carigradu. Sultanka Hatidža je umrla leta 1538. 

## Televizija
Sultanka Hatidža je upodobljena v najuspešnejši turški seriji vseh časov Sulejmanu Veličastnem s strani priznane turško-nemške igralke Selme Ergeç.